# Figura (karta)
Figura - karta przedstawiana jako ludzka postać

## Figury w kartach francuskich
| Dżoker i Szóstka Dzwonkowa |
| -------------------------- |
|                            |

W talii kart francuskich ogólna nazwa dla: asa, króla, damy, waleta. W niektórych grach (np. wojnie) joker jest najsilniejszą kartą.

## Figury w kartach niemieckich
W talii kart niemieckich ogólna nazwa dla: tuza, króla, wyżnika, niżnika. W talii Cztery Pory Roku i wzorze salzburskim szóstka dzwonkowa WELI jest odpowiednikiem francuskiego jokera.

## Figury w kartach polskich
W talii kart polskich ogólna nazwa dla: tuza, kralki, króla, wyżnika, niżnika. 

## Figury w kartach szwajcarskich
W talii kart szwajcarskich ogólna nazwa dla: tuza, króla, wyżnika, niżnika, chorągwi. 

## Figury w kartach włoskich i hiszpańskich
W talii kart włoskich i hiszpańskich ogólna nazwa dla: króla, jeźdźcy, waleta. 

## Figury w kartach portugalskich
W talii kart porugalskich ogólna nazwa dla: smoka, króla, jeźdźcy, księżniczki. 
| F  | As      | Król | Dama     | Walet  | Dziesiątka |
| -- | ------- | ---- | -------- | ------ | ---------- |
| N  | Tuz     | Król | Wyżnik   | Niżnik | Dziesiątka |
| PL | Tuz     | Król | Wyżnik   | Niżnik | Kralka     |
| S  | Tuz     | Król | Wyżnik   | Niżnik | Chorągiew  |
| W  | Jedynka | Król | Jeździec | Walet  | Dziesiątka |
| H  | Jedynka | Król | Jeździec | Walet  | Dziesiątka |
| P  | Smok    | Król | Jeździec | Walet  | Dziesiątka |

## Figury w tarocie francuskim
W tarocie francuskim ogólna nazwa dla: króla, damy, jeźdźcy, waleta. Dwadzieścia jeden taroków jest silniejsze niż figury, ale słabsze niż skiz, który jest najsilniejszą kartą w talii

## Figury w tarocie łacińskim
W tarocie łacińskim ogólna nazwa dla: króla, damy, jeźdźcy, waleta. Wielkie Arkana są silniejsze niż figury, ale słabsze niż Głupiec, który jest najsilniejszą kartą w talii
| F |         |  |      |      |          |       |
|   | Skiz    |  | Król | Dama | Jeździec | Walet |
| Ł |         |  |      |      |          |       |
|   | Głupiec |  | Król | Dama | Jeździec | Walet |
| - | ------- |  | ---- | ---- | -------- | ----- |

|   | Pierwsza Karta | Druga Karta | Jedenasta Karta | Dwudziesta Karta | Dwudziesta Pierwsza Karta |
| F |                |             |                 |                  |                           |
|   | X              | X           | X               | X                | X                         |
|   | Kuglarz        | Papieżyca   | Siła            | Sąd Ostateczny   | Świat                     |
| Ł |                |             |                 |                  |                           |
| - | -------------- | ----------- | --------------- | ---------------- | ------------------------- |